# 마스 마이크로 카본 255
마스 마이크로 카본 255(영어: Mars micro carbon 255)은 독일의 기업인 스테들러에서 생산하는 샤프심이다. 40개입이고, 샤프심 위의 버튼을 누르면 샤프심이 나오는 구조이다. 장점은 샤프심이 잘 안 부러진다. 단점은 샤프심이 별로 없으면 버튼을 눌러도 잘 나오지 않는다.